# Monhystrella plectoides
Monhystrella plectoides is een rondwormensoort uit de familie van de Monhysteridae. De wetenschappelijke naam van de soort is voor het eerst geldig gepubliceerd in 1918 door Cobb.